# Betzdorf (Lussemburgo)
Betzdorf (lussemburghese: Betzder) è un comune del Lussemburgo orientale. Fa parte del cantone di Grevenmacher, nel distretto omonimo. 
Nel 2001, il villaggio di Betzdorf, capoluogo del comune che si trova nella parte nord-orientale del suo territorio, aveva una popolazione di 234 abitanti. Le altre località che fanno capo al comune sono Berg, Mensdorf, Olingen e Roodt-sur-Syre.
A Betzdorf ha sede la SES Astra, una controllata della SES Global, l'azienda che produce i satelliti geostazionari Astra.

## Elenco dei sindaci
| Nome                    | Inizio mandato | Fine mandato |
| ----------------------- | -------------- | ------------ |
| Jean Engel              | 1800           | 1807         |
| Jean Baptiste Weidert   | 1808           | 1816         |
| Peter Erpelding         | 1816           | 1823         |
| Hubert Petry            | 1823           | 1843         |
| François Hoffmann       | 1844           | 1854         |
| Nicolas Erpelding       | 1855           | 1870         |
| Christophe Weber        | 1871           | 1888         |
| Nikolas Metzdorf        | 1889           | 1901         |
| François Hoffmann II    | 1902           | 1908         |
| Johann-Peter Heinen     | 1909           | 1930         |
| Jean Barthel            | 1930           | 1947         |
| Maurice Meyer           | 1947           | 1954         |
| Jean-Pierre Mangen      | 1954           | 1963         |
| Jean-Pierre Dondelinger | 1964           | 1975         |
| Guy Engel               | 1976           | 1981         |
| René Muller             | 1982           | 1987         |
| Rhett Sinner            | 1988           | 1999         |
| Marie-Josée Frank       | 2000           | In carica    |